# Gerbille de Mackilligin
Gerbillus mackillingini
Espèce
Statut de conservation UICN

 LC  : Préoccupation mineure
La Gerbille de Mackilligin (Gerbillus mackillingini),, est une espèce qui fait partie des rongeurs. C'est une gerbille de la famille des Muridés, classée par certains auteurs dans le genre Dipodillus. Elle est originaire d'Égypte et du Soudan.
Synonymes :
- Dipodillus mackilligini[5]
- Dipodillus (Petteromys) mackilligini[6]